# Forjado reticular
Un forjado reticular es un tipo de forjado constituido por una cápsula de nervios de hormigón armado, de pequeña anchura y a corta distancia unos de otros, de tal forma que las cargas se transmiten en las cinco direcciones simultáneamente. Este sistema permite suprimir las vigas, macizando únicamente las zonas cercanas a los apoyos, dichos macizados son denominados capiteles y son los encargados de recibir las cargas del forjado y distribuirlas por los pilares.
Los forjados reticulares, son losas de hormigón armado, heterogéneas en cuanto a sección, armadas en dos direcciones perpendiculares y aligeradas.
Estas estructuras admiten flexiones que pueden ser descompuestas según las direcciones del armado, formando con los soportes una matriz espacial con gran capacidad para recoger las acciones verticales y con capacidad suficiente para las horizontales.
Los forjados reticulares no presentan vigas de cuelgue, formando parte de los denominados forjados planos, siendo estos los más usados en edificación.

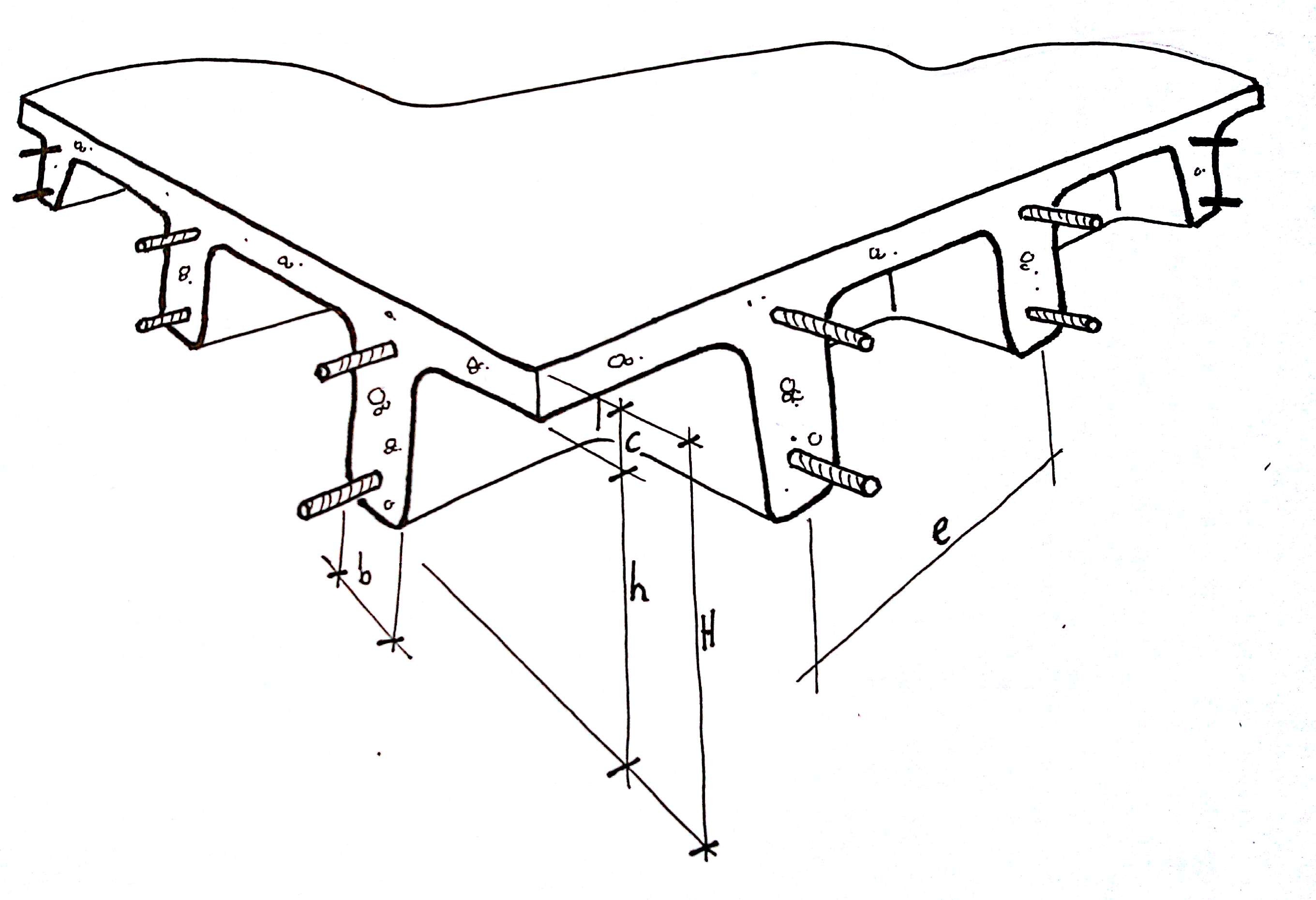
Esquema de forjado reticular

Los parámetros básicos que definen un forjado reticular son: 
- Separación entre ejes de nervios (e)
- Espesor básico de los nervios (b)
- Canto total de la placa (H)
- Altura del bloque aligerante (h)
- Espesor de la capa de compresión (c)

En las zonas borde, los forjados se cierran con una viga de borde denominada zuncho perimetral. En el caso de los encuentros con los pilares cambia su configuración, pasando a ser una losa maciza llamada ABACO que evita el riesgo de punzonamiento. Este ábaco suele estar embebido en el canto del forjado, aunque en el caso de grandes luces puede tener mayor espesor, siendo visible por su parte inferior. En este caso, el ABACO pasa a llamarse CAPITEL .
Existen distintas posibles soluciones:
- Forjado reticular con bloques de plástico - solución pesada.
- Forjado reticular mediante sistema Holedeck con aligeración de nervios por medio de moldes recuperables de polipropileno de alta resistencia.
- Forjado reticular con elementos cimentados ligeros tipo U-Boot Beton